# Isotrias huemeri
Isotrias huemeri es una especie de polilla de la familia Tortricidae. Se encuentra en Monte Pollino en Italia.